# Bassa de Ca l'Argent
La Bassa de Ca l'Argent de la Roca del Vallès es troba al Parc de la Serralada Litoral, la qual no se sap si es concebé com a bassa de rec, com a piscina o com a ambdues coses alhora.

## Descripció
És potser la bassa més bonica de tot el Parc: rodona, d'uns 15 metres de diàmetre, amb una escalinata i bancs a ambdós costats. Hi ha peixos de colors i l'entorn és agradable. L'aigua s'agafa a la llera del Torrent de Sant Bartomeu, uns metres més enllà (en el punt on el torrent es troba amb el camí, hi ha una petita represa que capta l'aigua). Una senzilla canalització a cel obert la duu fins a la bassa, on s'aboca per una robusta peça de pedra. Al costat d'aquesta hi ha les restes de l'ancoratge d'una escala per entrar i sortir de l'aigua. En aquesta bassa s'hi ha localitzat una important població de tòtils (Alytes obstetricans).

## Curiositats
L'autor del blog La Brolla d'en Toni explica que aquesta bassa la va fer construir un metge que vivia a la masia i la rumorologia popular explica que quan les noies del servei de la casa a l'estiu tenien dia lliure, anaven a la bassa a banyar-se i els nois roquerols pujaven a veure què hi podien pescar.

## Accés
És ubicada a la Roca del Vallès: situats a la Pedra de l'Elefant, l'Indi i el Moai, cal agafar el camí que surt en direcció sud, entre el terreny obert i el bosc. A 260 metres hi ha un xiprer i un trencall a la dreta, amb una columna de pedra a banda i banda. Seguim el trencall que acaba als 70 m, en una esplanada on hi ha la bassa. Coordenades: x=444686 y=4602255 z=238.